# Black Summer (serie de televisión)
Black Summer es una serie de televisión estadounidense creada por Karl Schaefer y John Hyams. Su primera temporada de ocho episodios fue estrenada en Netflix el 11 de abril de 2019. La serie es producida por The Asylum, la misma compañía productora del seriado Z Nation. Jaime King interpreta el papel principal de Rose, una madre que es separada de su hija durante los primeros y más mortíferos días de un apocalipsis zombi.

## Sinopsis
Seis semanas después del comienzo del apocalipsis zombi, una madre (Jaime King) es separada de su hija y se embarca en un desgarrador viaje, sin detenerse ante nada para encontrarla. Acompañada de un pequeño grupo de refugiados en América del Norte, debe enfrentarse a un nuevo mundo hostil y tomar decisiones brutales durante el verano más mortífero de la plaga zombi.

## Reparto

### Principal
- Jaime King como Rose
- Justin Chu Cary como Julius James
- Christine Lee como Ooh "Sun" Kyungsun
- Sal Velez, Jr. como William Velez
- Kelsey Flower como Lance

### Recurrente
- Gwynyth Walsh como Barbara Watson
- Mustafa Alabssi como Ryan
- Nyren B. Evelyn como Earl
- Erika Hau como Carmen[2]
- Edsson Morales[3] como Manny
- Stafford Perry como Phil